# ラッコ
ラッコ（海獺、Sea otter, Enhydra lutris）は、食肉目イタチ科ラッコ属に分類される哺乳類で、海獣の一種。現生種では本種のみでラッコ属を構成する。
毛皮を採取するため乱獲され、日本列島では20世紀初頭に絶滅したと考えられていたが、北海道東部（道東）で1980年代から再び目撃されるようになり、モユルリ島（根室市）、霧多布岬（浜中町）では繁殖も確認されている。水族館で飼育もされている。

## 分布
北太平洋の、北アメリカ大陸から千島列島の沿岸にかけて棲息している。
アメリカ合衆国西海岸（オレゴン州沿岸部およびアラスカ州南岸）、カナダ（ブリティッシュコロンビア州沿岸部）、ロシア東部。
模式標本の産地（基準産地・タイプ産地・模式産地）はカムチャッカ（コマンドル諸島とする説もあり）。以前は日本の北海道襟裳岬以東から千島列島、カムチャッカ半島、コマンドル諸島、アリューシャン列島、アラスカ半島およびアラスカ州南岸、バハカリフォルニア半島（メキシコ）にかけて分布していた。近年ではオレゴン州とカリフォルニア州中部にかけてなどの分布が途切れている範囲があり、日本やメキシコでは散発的な記録があるのみとなっている。分布の北限は北極海の氷域で、南限はカリフォルニアとオオウキモ（ジャイアントケルプ）の分布と一致している。

## 形態

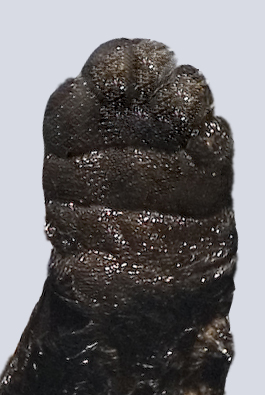
ラッコの前肢

体長100 - 130センチメートル。尾長25 - 37センチメートル。体重オス22 - 45キログラム、メス15 - 32キログラム。イタチ科最大種。尾は短く扁平。尾の基部には臭腺（肛門腺）を持たない。体毛密度が高く、哺乳類のなかでも最も高い部類に入る。1平方センチメートルあたり10万本以上の柔らかい下毛（綿毛）が密生し、これはヒトで言えば6cm2の皮膚に頭髪全てが生えているのに相当する密度である。全身では8億本もの体毛が生えている。潜水する時も綿毛の間に空気の層ができることで、寒冷な海洋でも生息することができる。全身をくまなく毛繕いするために柔軟な体、皮膚を具えている。体色は赤褐色や濃褐色・黒と変異が大きく、頭部や喉・胸部は灰色や黄白色。吻部には洞毛が密生する。幼獣は全身が明褐色から黄褐色の体毛で被われる。成獣の体毛は加齢によって頭部から明るい色に変遷する。
吻端の体毛がない裸出部（鼻鏡）は菱形。顎が頑丈で、側頭筋が発達する。臼歯は扁平で幅広く、貝類や甲殻類を噛み砕くことに適している。耳介は小さく、可動域が広い。前肢は小型で、指の境目は不明瞭。爪は引っ込めることができる。後肢は鰭状。水分は海水を飲むことで補っており、過剰な塩分を排泄するためにカワウソ類の平均の2倍もの大きさの腎臓を持つ。

## 分類
約530万年前に旧世界のカワウソ類との共通祖先から分岐したと考えられている。
以下の亜種の分類は、MSW3 (Wozencraft, 2005) に従う。和名は服部 (2018)、英名はSociety for Marine Mammalogy (Committee on Taxonomy, 2023) に従う。
Enhydra lutris lutris (Linnaeus, 1758) アジアラッコ Western sea otter
千島列島、コマンドル諸島。大型で、頭骨が幅広く吻が短い。

Enhydra lutris kenyoni Wilson, 1991 アラスカラッコ Eastern sea otter
アリューシャン列島からアラスカ州南部。プリンス・ウィリアム湾からオレゴン州にかけて再導入。模式産地はアムチトカ島（アラスカ州）。基亜種と比較して頭骨が短く吻が長いが、亜種E. l. nereisほどではない。亜種小名kenyoniはKarl W. Kenyonへの献名。

Enhydra lutris nereis (Merriam, 1904) カルフォルニアラッコ Southern sea otter
カリフォルニア州（サンタクルーズからPismo beachにかけて）。以前はチャンネル諸島 (カリフォルニア州)やバハカリフォルニア（メキシコ）にかけても分布していた。チャンネル諸島のサン・ニコラス島に再導入。模式産地は同諸島のSan Miguel島。頭骨の幅が狭く、吻が長い。

## 生態

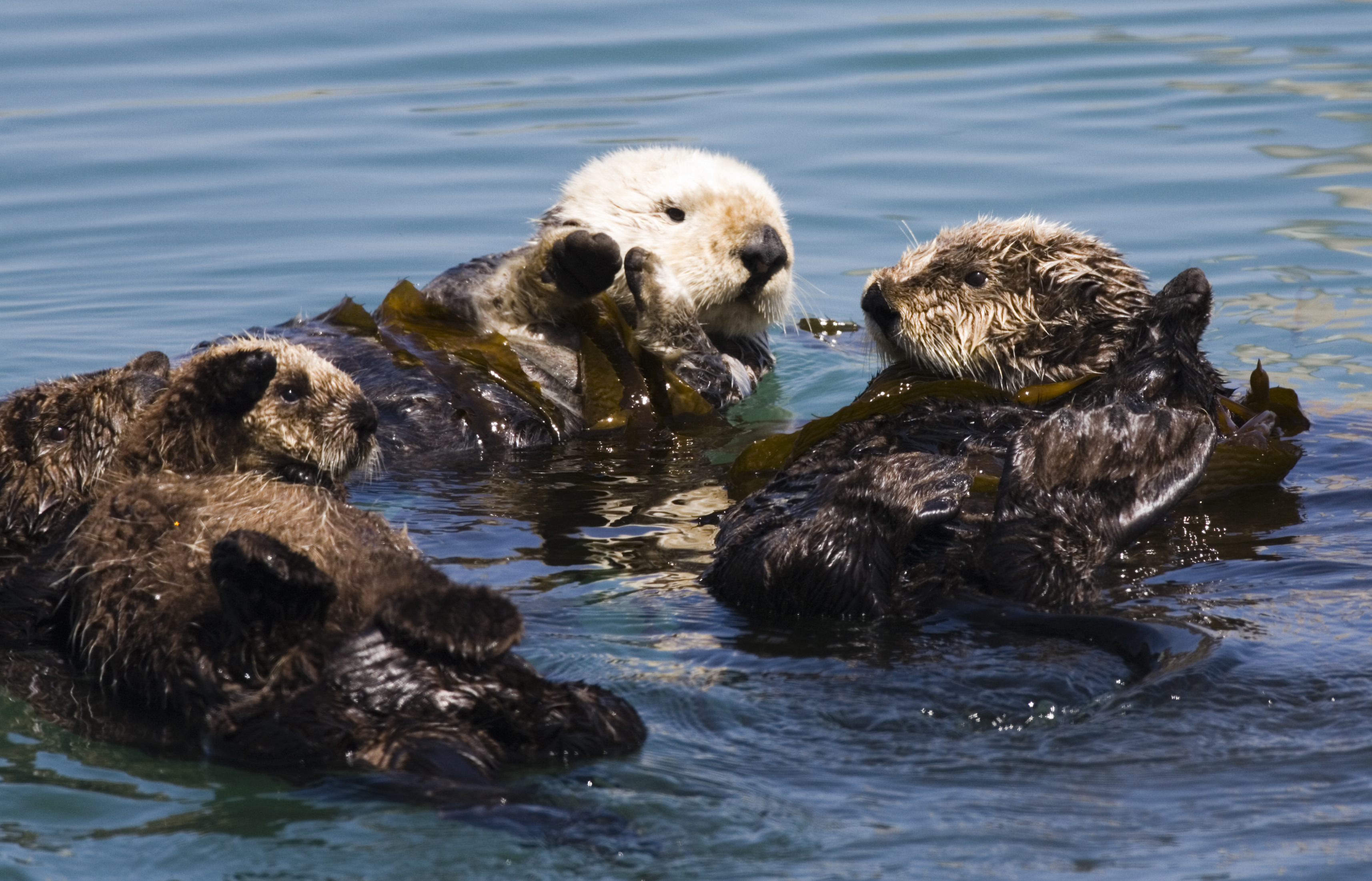
ジャイアントケルプ（コンブの一種）を生態的基盤として、また、“寝床”として海に暮らすラッコたち。

海洋の沿岸部に生息し、主に海岸から1キロメートル以内の場所に生息する。主に岩場が近くにあり、海藻が繁茂した環境に生息する。陸上に上がることは稀であるが、天候が荒れた日には上がることもある。単独で生活するが、繁殖期にはペアで生活する。休息時には数十頭から数百頭の個体が集合することもある。昼行性で、夜間になると波のない入江などで海藻につかまって休む。生息密度が高く人間による攪乱のない地域では、陸上で休むこともある。防寒効果を維持するため、頻繁に毛繕いをし、毛皮を清潔に保っている。幼獣の毛繕いは母親が行う。主に水深20メートルまで潜水するが、水深97メートルまで潜水した例もある。主に52 - 90秒間の潜水を行うが、最長で約4分の潜水を行った例もある。

### 食性と海洋生態系への影響

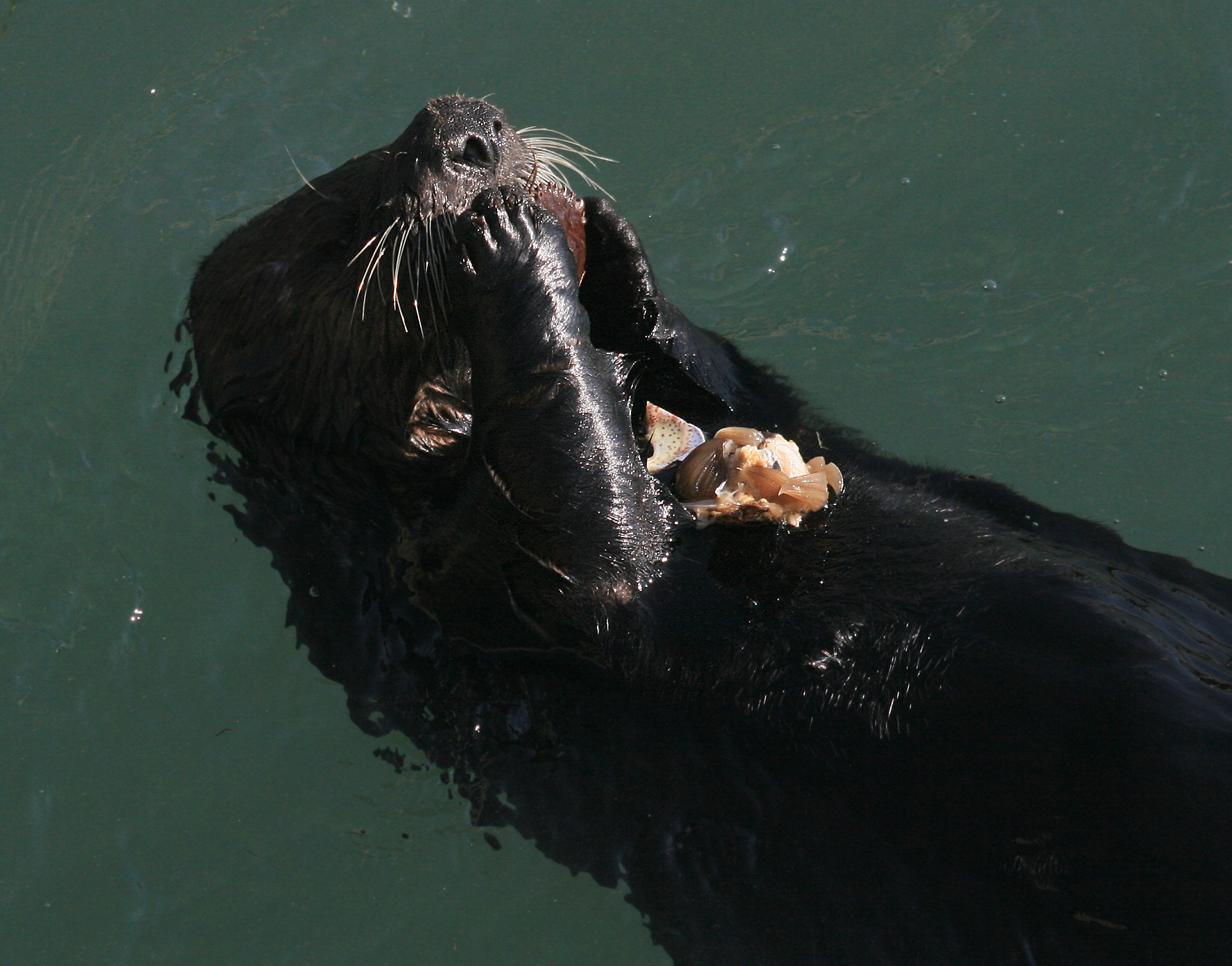
カニを食べるラッコ。

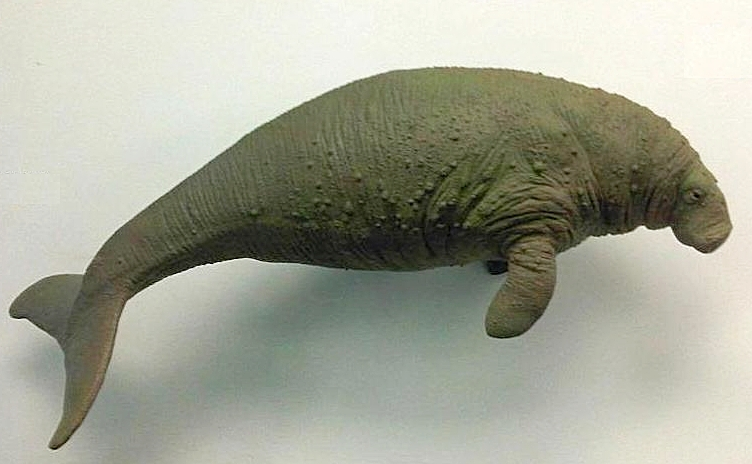
ステラーカイギュウの絶滅にも、ラッコの乱獲に起因するウニの過剰増加とコンブなどの激減が関与しているとされている。

食性は肉食で、貝類、甲殻類、ウニ類などを食べる。これらがいなければ魚類を食べることもある。時には海面で海鳥を捕食することもある。獲物は前肢で捕えることが多い。硬い獲物は歯や前肢を使い、中身をこじあけて食べる。貝類やウニ類は胸部や腹部の上に石を乗せ、それに叩きつけて割り中身だけを食べることもある。このため「道具を使う（霊長類を除いた）哺乳類」として紹介されることもある。魚を捕らえるのは苦手とする説もある。亜種のカリフォルニアラッコでは道具を使い貝類を割る行動が比較的頻繁に確認されているものの、主に柔らかい獲物を食べる亜種（アラスカラッコ）では道具を使って貝類を割ることは稀とされる。なお、動物園などで飼育されているラッコの場合は自然界には無い道具を使用するほかに水槽のガラスに貝殻を叩きつけることも確認されており、日本の豊橋総合動植物公園では強化ガラスを叩きつけすぎて強化ガラスにヒビが入った例も確認されている。また貝類を食べる際の石等の道具や食べ切れなかったアサリ等は、わき腹のたるみをポケットにして、しまい込んでおく癖がある。
皮下脂肪が少なく、体温維持のため1日あたり体重の2-3割もの魚介類を食べる必要がある。
ラッコが長く生息する海域ではウニが食い尽くされて、主に貝類を捕食するようになるといわれる。そういった生態から漁業被害を訴えられることもあるが、ウニが増えるとコンブなどの海藻が食い尽くされる弊害があり、ラッコが生息することでそれを防ぐ効果もある。2010年代以降に再定着しつつある北海道の東部でも、ウニの食害を問題視する漁業者がいる一方でウニを減らしてコンブを保護する効果を期待する意見もある。
ラッコの食性が海洋生態系に与える影響は、カリフォルニア大学やブリティッシュコロンビア大学などが研究している。ラッコが激減した海域ではウニによる海藻食害で磯焼けが広がり、魚介類の繁殖、地球温暖化や海洋酸性化の原因である二酸化炭素の海藻による吸収が妨げられている。逆に、ラッコが棲息する海域では海藻の森が守られやすいほか、貝の採食時に海底を攪乱することでアマモの有性生殖を促している。アメリカ合衆国魚類野生生物局は2022年7月に発表したアセスメントで、ラッコを同国西海岸へ再導入する可能性を、気候変動抑制と海洋生態系回復の両面から評価した。

### 繁殖
繁殖様式は胎生。交尾、出産は海上で行う。春になると雄は雌に交尾のアピールをし、雌の承諾が得られると並んで仰向けになって波間に浮かぶ。雄は交尾の際、体勢を維持するために雌の鼻を噛む。たいていはすぐに治る軽傷で済むが、稀に傷が悪化し、食物を食べられなくなることなどで命を落としてしまうケースもある。雄は交尾が済むと別の雌を探しにいき、子育てに参加することはない。妊娠期間は6か月半から9か月。1回に1頭、まれに2頭の幼獣を産む。腹の上に仔を乗せながら、海上で仔育てを行う。幼獣は親が狩りをしている間、波間に浮かんで親が戻ってくるのを待つ。このときは無防備になり、ホホジロザメに約1割の幼獣が捕食されてしまう。幼獣は親から食べられる物の区別や道具の使い方を習う。

## 呼称
ラッコに関する最初の学術的な記録は、ヴィトゥス・ベーリングのカムチャツカ探検に同行した博物学者ゲオルク・シュテラーが行ったもので、彼が遺したフィールドノートを元に1751年に刊行されたDe Bestiis Marinis（『海獣』）などに記されている。学名は1758年、博物学者カール・フォン・リンネによって著書『自然の体系』に記載された。原記載はMustela lutrisであり、その後1777年には「海のカワウソ」を意味するLutra marinaが与えられるなど若干の変遷があったが、現在ではEnhydra lutrisが正式なものとして受け入れられている。
属名 Enhydra は古代ギリシア語: εν 「〜の中で、中に」 + ὕδωρ 「水」の合成、種小名lutris はラテン語で「カワウソ」を意味する lutra に由来する。
合わせて「水に棲む、カワウソに似た生き物」というような意味になる。

アイヌ語圏におけるラッコの名称

現在の和名「ラッコ」は、近世日本における標準的な本草学名に由来し、さらにそれはアイヌ語で本種を意味する"rakko"にまで語源を辿れる。漢字表記は中国語と同じく海獺。他に、古くは猟虎、海虎、落虎などと書かれた。いずれも読みは「ラッコ」である。
その「ラッコ」発音の高低アクセントは頭部にあったが、現在は平坦ないし語尾に付ける事例が多い。
アイヌ語ではアトゥイエサマン（海のカワウソ）とも呼ばれるが、夜にこの言葉を使うとカワウソが化けて出るため夜間はラッコと呼ぶようになったという伝承がある。
英語ではsea otter（意：海のカワウソ）の名が一般的に慣用されている（1655-1665年初出）。

## 人間との関係

### 狩猟

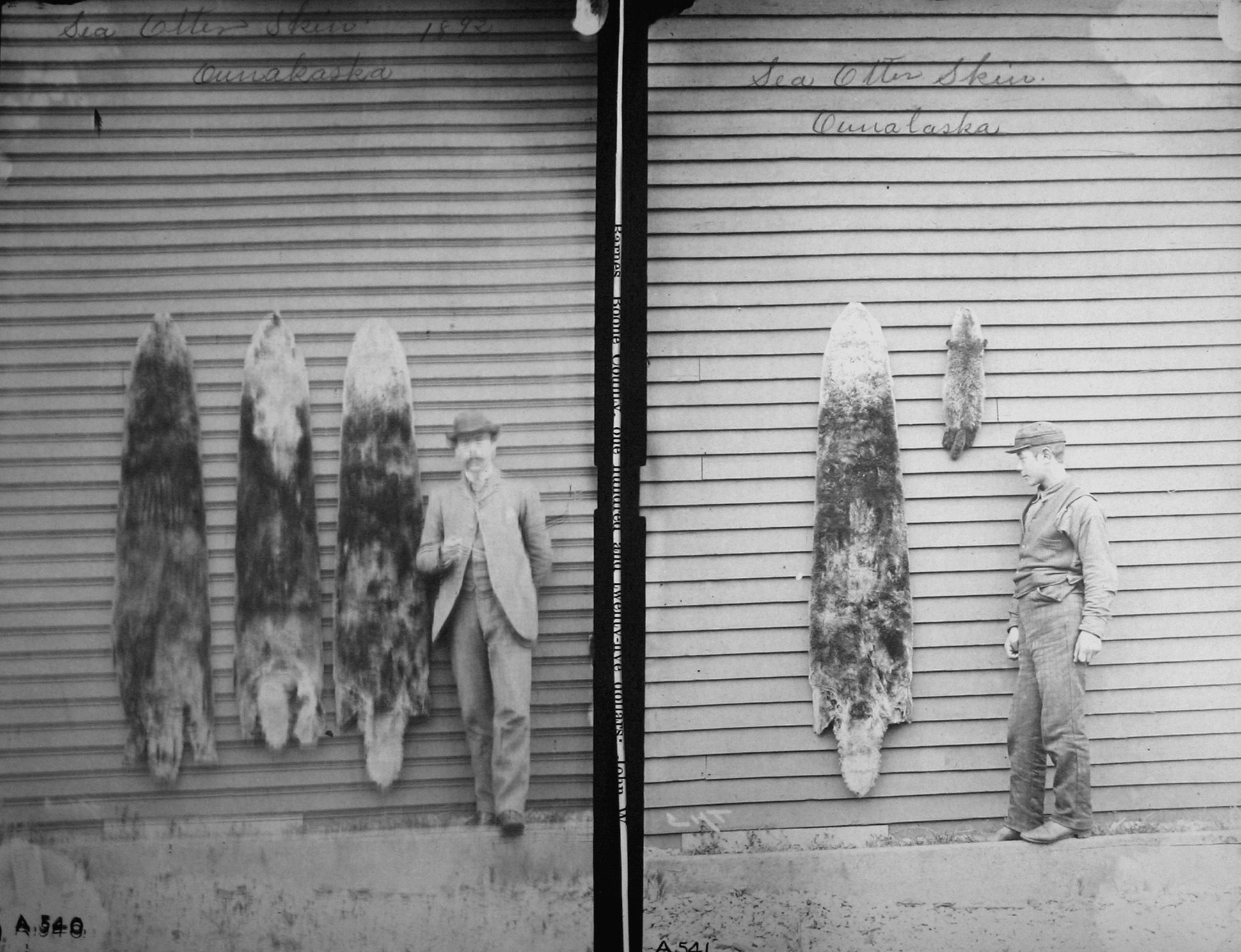
狩られたラッコの毛皮と人間（1892年、アラスカ地方フォックス諸島ウナラスカ。ヒトとの大きさ比較を兼ねる）

『シートン動物記』によると、本来は海辺で生活する陸棲動物であり、日光浴をしている群れをごく当たり前に見ることができたらしい。その頃は人間に対する警戒心も無かったため、瞬く間に狩り尽くされてしまい、現在のような生態になったと記されている。
古くから毛皮が利用されていたが、18世紀、19世紀に銃によって多数が捕獲された。乱獲によってカナダのブリティッシュコロンビア州、アメリカ合衆国のワシントン州およびオレゴン州の個体群は絶滅した。
日本では平安時代には「独犴」の皮が陸奥国の交易雑物とされており、この独犴が本種を指すのではないかと言われている。陸奥国で獲れたのか、北海道方面から得たのかは不明である。江戸時代の地誌には、三陸海岸の気仙の海島に「海獺」が出るというものと、見たことがないというものとがある。かつて千島列島や北海道の襟裳岬から東部の沿岸に生息していたが、毛皮ブームにより、H・J・スノーらの手による乱獲によってほぼ絶滅してしまった。
毛皮目的の乱獲により、20世紀初頭にはラッコの個体数は絶滅寸前にまで減少した。アラスカではカリフォルニアアシカが乱獲などによって激減し、アシカを主要な捕食対象としていた当海域のシャチの捕食対象がラッコにシフトし、これによって90%近くを捕食する事態も起きた。その後、野生生物に対する意識が保護へと大変換する時代に入ると、以後は生息数を徐々に回復していった。

### 保護

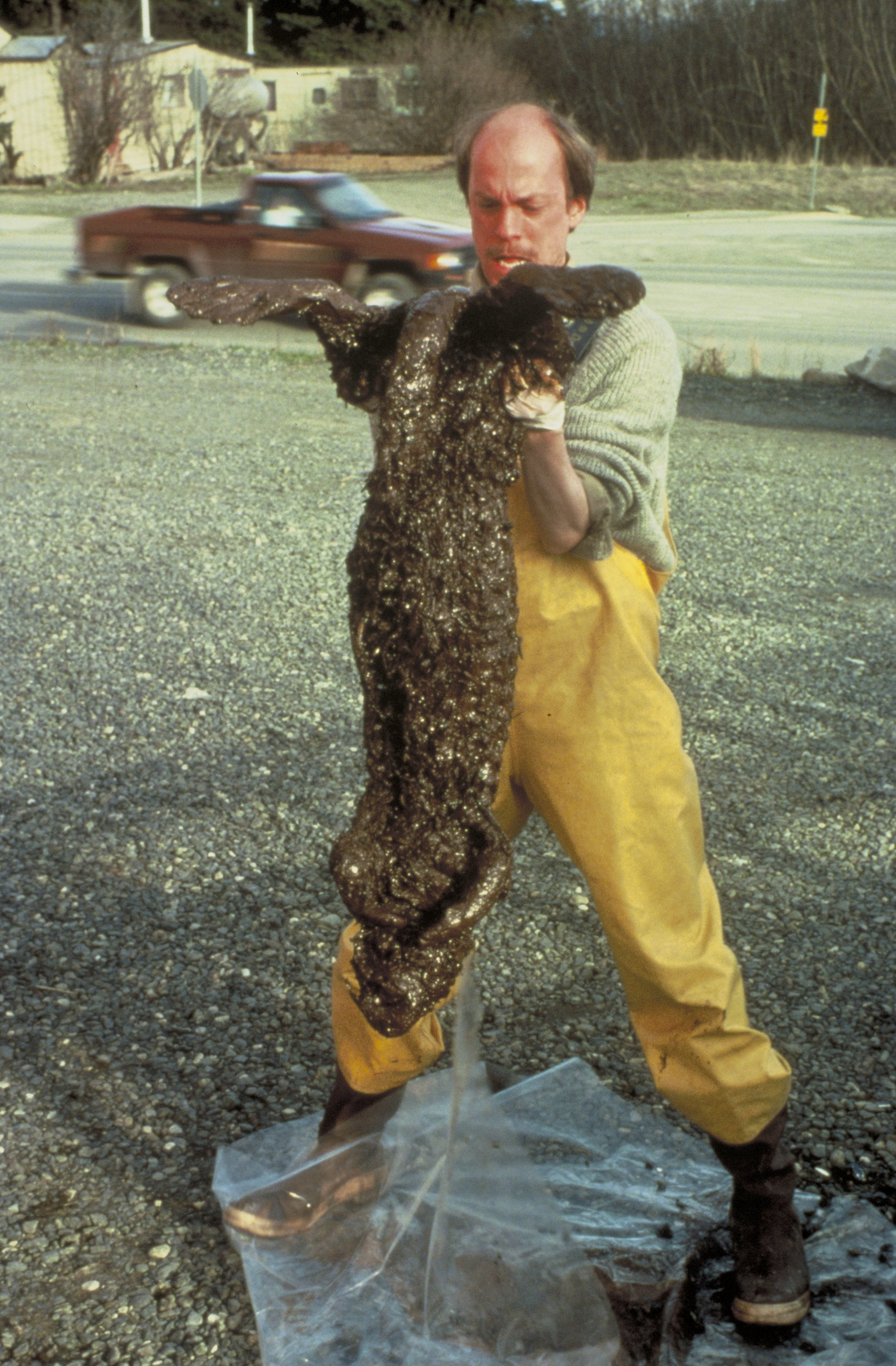
原油流出事故によって亡くなったラッコ

乱獲によって各地で地方絶滅を迎えたことで、明治時代には珍しい動物保護法『臘虎膃肭獣猟獲取締法』（明治45年法律第21号）が施行され、今日に至っている。一方、漁業者からはアワビ、ウニなどを捕食する害獣と見なされることもある。
世界的には生息域や個体数の減少を受けて保護対象となっており、ワシントン条約で取引が規制され、国際自然保護連合（IUCN）が2000年から絶滅危惧種に分類している。1977年にカワウソ亜科単位でワシントン条約附属書IIに掲載されている（亜種E. l. nereisを除く）。E. l. nereis　は1975年のワシントン条約発効時からワシントン条約附属書Iに掲載されている。
2004 - 2018年における生息数は128,902頭と推定されている。
近年は流出した石油による影響のほか、漁業による混獲により生息数が減少している。ラッコは鰭脚類などと比べると体が小さく皮下脂肪が相対的に薄いため、体毛が油で汚染され、水を弾かなくなると、たちまち海水に体温を奪われて凍死してしまう。また、体毛が濡れると密度の高い体毛の間に空気を蓄えられなくなり、浮力が減少して溺死することもある。例えば、1989年のプリンス・ウィリアムス湾でのタンカー座礁事故では、流出した原油により少なくとも1,016頭の死亡が確認されている。
悪天候やエルニーニョ現象などの気候変動に伴う食物の変動、およびそれに伴う幼獣の餓死による影響も懸念されている。
アラスカやアリューシャン列島ではキタオットセイ、トド、ゼニガタアザラシなどの鰭脚類が減少し、それらを捕食していたシャチが本種を襲うことが増加し、生息数が減少している。
カリフォルニアではトキソプラズマなどの感染症の蔓延により生息数が減少している。
日本
再定着した歯舞群島では1990年代以降生息数が増加し、ここから北海道東岸へ来遊する個体もいると考えられ、生息数は増加傾向にある。第二次世界大戦以降は1973年に浜中町で発見例があり、1990年代以降は北海道東岸や襟裳岬でも発見例が増加している。2002年以降に襟裳岬近海で2 - 3頭、2009年以降に釧路川河口で1頭が定着し、浜中町、大黒島 (厚岸町)、納沙布岬（根室市）では1 - 2頭の継続的な観察例、2010年に納沙布岬で6頭の観察例がある。さらに2021年には10匹以上観察された。一方で1990年代以降は定置網や刺網による混獲も増加し、死亡例も発生している。
絶滅危惧IA類 (CR)（環境省レッドリスト）

### 飼育
日本では1982年から水族館での飼育ブームが起き、最多時（1994年）には全国の28館で122頭が飼育されていた。しかしながら、1998年にはアメリカ合衆国が輸出禁止策を打ち出し、新規でラッコを飼育する水族館が無くなった。また老衰死や繁殖を目的とした移動などで、ラッコを飼育する水族館は激減した。
2025年1月時点で鳥羽水族館（三重県鳥羽市）においてメス2頭が飼育されているのみで、マリンワールド海の中道（福岡市）で飼育されていた国内最後のオス1頭は2025年1月4日に死亡した。

## 関連作品
- 童話
  - 『いたずらラッコのロッコ』：1968年1月刊、神沢利子著、あかね書房
  - 『銀色ラッコのなみだ―北の海の物語』：1996年5月刊、岡野薫子著、理論社
- 漫画
  - 『ぼのぼの』：いがらしみきお作。1986年より連載中の漫画、および、それを原作とした映画やアニメ等。
- 映画
  - 『ラッコ物語』：1987年7月公開の東宝映画、永田貴士監督、声の出演 斉藤由貴等。
- 随筆
  - 『ラッコの道標-ラッコが教えてくれた多様な価値観』：2000年10月刊、中村元著、パロル舎